# Arnold Müller
Arnold Müller, né le 27 juillet 1924 à Bachs et décédé le 21 mars 2006, est un vétérinaire et homme politique suisse. Il a été conseiller national pour les Verts.

## Biographie
Arnold Müller est professeur de médecine vétérinaire à l'Université de Zurich où il se bat pour la protection des animaux et, plus particulièrement, pour une utilisation raisonnée des animaux en laboratoire. Il combat l'élevage des poules en batterie et contribue à obtenir son interdiction[réf. nécessaire]. Il est également membre du comité central de la Société suisse de protection des animaux.
Lors des élections fédérales de 1983, Arnold Müller est le premier écologiste zurichois à être élu au Conseil national, la chambre basse de l'Assemblée fédérale suisse. En 1986, il rejoint, au Conseil National, le groupe de l'Alliance des Indépendants, mais reste membre des Verts zurichois. Il ne se représente pas aux élections fédérales suivantes, en 1987.
Arnold Müller est également considéré comme le père de l'Initiative de Rothenthurm. Cette initiative populaire, qui a été acceptée par le peuple et les cantons suisses le 6 décembre 1987, a permis de protéger les marais en Suisse.

## Sources
- (de) Cet article est partiellement ou en totalité issu de l’article de Wikipédia en allemand intitulé « Arnold Müller » (voir la liste des auteurs).
- (de) News.ch, Alt-Nationalrat Arnold Müller gestorben, publié le 26.03.2006, consulté en août 2008.
- (fr) Peter-Kubli, Susanne. "Arnold Müller" in Dictionnaire historique de la Suisse, 2008.